# Sinraptoridae
De Sinraptoridae zijn een groep theropode dinosauriërs binnen de groep van de Carnosauria.
Een familie Sinraptoridae werd in 1993 door Phil Currie gecreëerd om aan om Sinraptor dongi een plaats te geven. De eerste definitie als klade werd gegeven door Padian in 1997: alle Allosauroidea die dichter bij Sinraptor dan bij Allosaurus staan. Die definitie was niet erg exact omdat zij afhangt van de invulling van Allosauroidea. In 1998 maakte Paul Sereno dezelfde fout toen hij haar nog eens inperkte door ook Cryolophosaurus, Monolophosaurus en Carcharodontosaurus uit te sluiten. Holtz gaf in 2004 een exacte iets ruimere definitie: de groep bestaande uit alle soorten nauwer verwant aan Sinraptor dongi dan aan Allosaurus fragilis of Carcharodontosaurus saharicus. Paul Sereno nam die definitie in 2005 over maar sloot de huismus Passer domesticus mede uit voor het, overigens onwaarschijnlijke, geval dat Sinraptor tot de Coelurosauria zou behoren.
De groep bestaat voor zover bekend uit middelgrote predatoren uit Azië. Behalve Sinraptor zelf behoort Yangchuanosaurus vermoedelijk tot de groep. Misschien dat de Europese soort Metriacanthosaurus ook een sinraptoride is, hoewel de bekende resten ervan zo slecht zijn dat dit moeilijk valt vast te stellen. In dat geval heeft het begrip Metriacanthosauridae formeel prioriteit.

## Taxonomie
- Sinraptoridae
  - ?Lourinhanosaurus
  - ?Poekilopleuron
  - ?Metriacanthosaurus
  - ?Becklespinax
  - ?Szechuanosaurus
  - Yangchuanosaurus
  - Leshanosaurus
  - Sinraptor
  - ?Gasosaurus